# MV Doña Paz
Az MV Doña Paz egy Fülöp-szigeteki komp, mely 1987. december 20-án összeütközött az MT Vector tartályhajóval, majd kigyulladt, és elégett. Ez eddig a legnagyobb hajókatasztrófa békeidőben, a maga 4386 áldozatával. 
Az 1963-ban, Japánban épült hajón a katasztrófa napján a megengedettnél jóval többen utaztak. A komp maximális befogadóképessége 1518 utas volt, de több mint 4000 ember utazott rajta. A lerobbant állapotban lévő Doña Paz Taclobanból indult el Manilába. A hajónak nem volt rádiója, tűzvédelmi és mentési felszerelése elavult. Éjszaka a Tablas-szorosban összeütközött a Vector tankhajóval, amely 1 050 000 liter kőolajat szállított. A Vector rakománya kigyulladt, a tűz pedig azonnal átterjedt a Doña Pazra. A nyílt fedélzeten alvó utasoknak esélyük sem volt a túlélésre. A kőolajszállítmány a vízbe is beleömlött, így gyakorlatilag a tenger is lángolt, és aki a vízbe ugorva próbálta az életét megmenteni, az is meghalt, vagy súlyos égési sérüléseket szerzett. A környéken levő cápák is súlyosbították a helyzetet. Mindkét hajó a "csontvázáig" égett, majd elsüllyedt. Az esetet csak 26 ember élte túl: 24-en a Doña Pazról, és ketten a Vector személyzetéből.

## Fordítás
- Ez a szócikk részben vagy egészben  a   MV Doña Paz című angol Wikipédia-szócikk ezen változatának fordításán alapul.  Az eredeti cikk szerkesztőit annak laptörténete sorolja fel. Ez a jelzés csupán a megfogalmazás eredetét és a szerzői jogokat jelzi, nem szolgál a cikkben szereplő információk forrásmegjelöléseként.